# تيرو فيديرال
أتليتيكو تيرو فيديرال أرجنتينو، هو نادي كرة قدم أرجنتيني. وهو نادي أساسي في الأرجنتين ، تأسس عام 1905.